# Maserati (Band)
Maserati ist eine US-amerikanische Post-Rock-Band aus Athens (Georgia).

## Geschichte
Maserati wurde im Frühjahr 2000 durch Coley Dennis, Matthew Cherry, Steven Scarborough und Phillip Horan in Athens gegründet. Nach selbst veröffentlichter EP folgte 2002 die erste Veröffentlichung The Language of Cities auf dem Label Kindercore Records aus Athens (u. a. Of Montreal). Nach einer etwa einjährigen Bandpause, in der einige Mitglieder der Band mit Macha und Now It’s Overhead tourten, ersetzte Jerry Fuchs – ehemals Schlagzeuger bei Turing Machine – Phillip Horan am Schlagzeug. Es folgten ausgedehnte Touren durch Amerika, Europa und Japan. Nach dem Aus für das Kindercore-Label wechselte Maserati zu Hello Sir Records und veröffentlichte ihre EP The Language of Cities erneut. Es folgten Splits mit The Mercury Program, Cinemechanica und We vs. The Shark sowie eine 7″-Single. Für die Veröffentlichung ihrer ersten CD/LP Inventions for the New Seasons wechselte Maserati zu Temporary Residence (u. a. Explosions in the Sky, Mono).
Der Schlagzeuger der Band, Gerhardt „Jerry“ Fuchs, starb am 8. November 2009 bei dem Versuch, sich aus einem stecken gebliebenen Fahrstuhl zu befreien, wobei er fünf Stockwerke tief fiel und im Krankenhaus seinen schweren Verletzungen erlag.

## Stil
Der Stil Maseratis kann als rein instrumentaler Postrock beschrieben werden, der an zeitgenössische Bands wie Mogwai oder From Monument to Masses erinnert. Zudem wird in der Musik eine Vorliebe für Krautrock im Stil der Bands Neu! oder Ash Ra Tempel erkennbar, ebenso der Hang zu klassischem Psychedelicrock a là Pink Floyd.

## Diskografie
- 2000: 37:29:24 (EP, Eigenveröffentlichung)
- 2002: The Language of Cities (EP, Kindercore)
- 2003: Confines of Heat (Split-LP mit The Mercury Program, Hello Sir)
- 2004: Towers Were Wires/Asymetrical Threats (Single, Hello Sir)
- 2004: Maserati/We vs. the Shark/Cinemechanica (Split-EP, Hello Sir)
- 2007: Inventions for the New Season (CD/LP, Temporary Residence (USA) / Golden Antenna (D))
- 2009: Passages (CD, Temporary Residence)
- 2010: Pyramid of the Sun (CD/LP, Golden Antenna)
- 2012: Maserati VII (CD/LP, Temporary Residence)
- 2015: Rehumanizer  (CD/LP, Temporary Residence)
- 2020: Enter The Mirror (CD/LP, Release am 3. April 2020, Temporary Residence)